# Terreur rouge (Hongrie)
Pour les articles homonymes, voir Terreur rouge.
Le nom de terreur rouge (en hongrois : vörösterror) est donné à l'ensemble des actions de répression politique exercée par le régime de la république des conseils de Hongrie en 1919. Le nom fait référence à la terreur rouge russe, exercée au même moment par le régime soviétique dont le gouvernement communiste hongrois se réclamait directement. 

## Historique
Dès sa première réunion, les commissaires du Conseil révolutionnaire de gouvernement de la République des conseils décident la création de « tribunaux révolutionnaires » avec des juges choisis par le peuple. Le tribunal révolutionnaire fait exécuter environ 590 personnes, parmi lesquelles des individus accusés de « crimes contre la révolution ». Une unité spéciale du gouvernement, la Troupe de terreur du Conseil révolutionnaire, dite familièrement « les Gars de Lénine » (Lenin fiuk, également traduit par Compagnons de Lénine) est fondée dans le but précis d'appliquer la répression et placée sous le commandement d'un ancien marin, József Czerny. Ce dernier se rapproche de Tibor Szamuely, commissaire aux affaires militaires et l'un des membres les plus radicaux du mouvement communiste hongrois. 

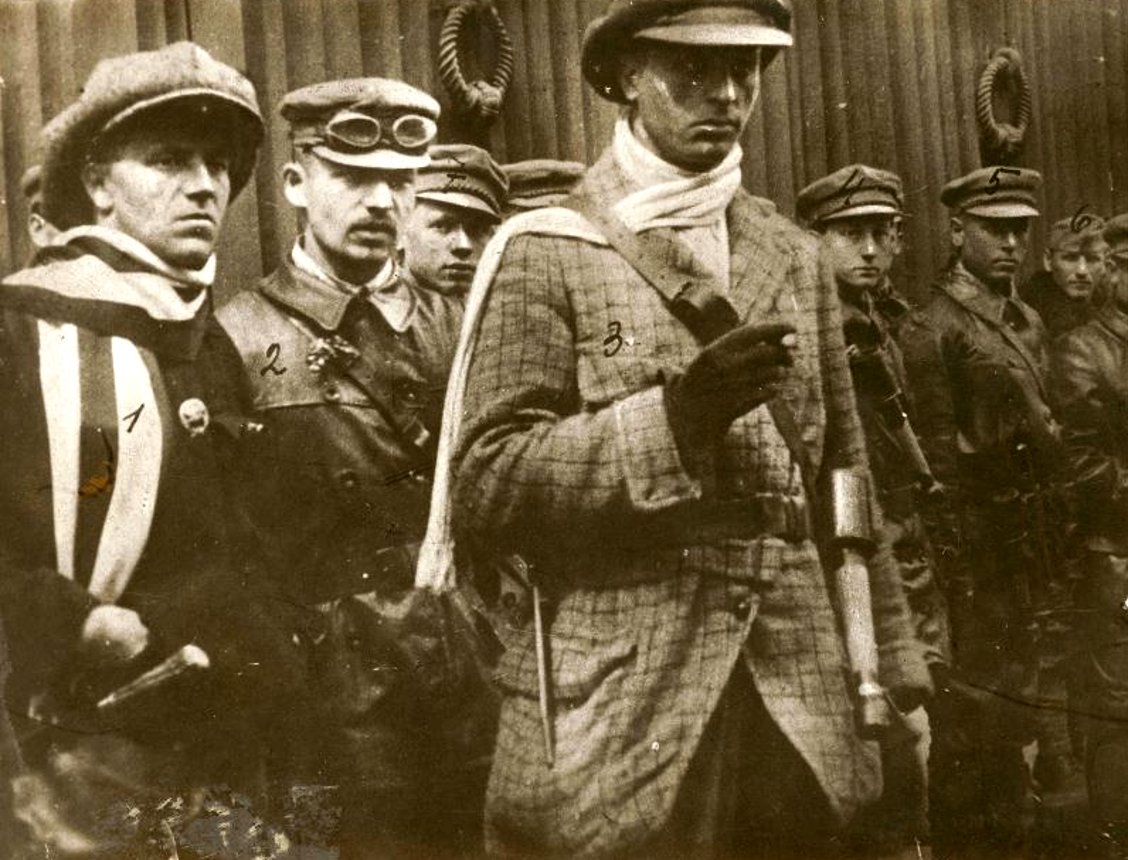
József Czerny à gauche, avec les dirigeants des Gars de Lénine.

La politique de terreur rouge est menée par le gouvernement révolutionnaire hongrois selon les directives des bolcheviks russes pour faire face au mécontentement grandissant de la population, dû à la pénurie, et à l'opposition politique incarnée par le gouvernement contre-révolutionnaire basé à Szeged. La répression est également menée dans les villes reprises à la Tchécoslovaquie et au royaume de Roumanie lors de l'avance de l'Armée rouge hongroise. Tibor Szamuely, dans un train réquisitionné et à la tête d'une vingtaine de « Gars de Lénine », se rend à Szolnok, tout juste reprise par les troupes hongroises, et y fait exécuter plusieurs notables accusés de collaboration avec les Roumains. Au cours de ses déplacements à travers le pays, Szamuely fait entre autres pendre des paysans opposés aux mesures de collectivisation. La violence est également utilisée contre le clergé, et pour réquisitionner le grain des paysans. Avec la montée du mécontentement et l'aggravation de la situation militaire, le régime en vient à utiliser la propagande antisémite, bien que la plupart de ses cadres aient été eux-mêmes d'origines juive : une affiche dénonce les Juifs refusant de partir au front et proclame « Exterminez-les s'ils ne veulent pas donner leur vie à la cause sacrée du prolétariat ! ». Béla Kun fait rafler cinq mille juifs polonais venus tenter de se ravitailler en Hongrie.
La politique de terreur rouge finit par entraîner des tensions entre les communistes et leurs alliés sociaux-démocrates. Le 24 juin, ceux-ci tentent de renverser ceux-là. Face aux excès des « Gars de Lénine », Béla Kun propose leur dissolution : en réaction, József Czerny[réf. souhaitée] fait marcher ses hommes sur la Maison des Soviets. À la suite d'une négociation, les troupes de Czerny sont intégrées à l'armée ou au commissariat du peuple à l'intérieur. Face à la dégradation de la situation du régime, Czerny annonce plus tard la reformation de son unité de répression, ce que dément le gouvernement en annonçant que les Gars de Lénine « ont commis des méfaits tellement graves pour l'honneur prolétarien que leur nouvel engagement au service de la République des conseils est exclu ». Dans les dernières semaines du régime, les éléments radicaux tentent de prendre le contrôle, réclamant la mise de Szamuely à la direction du gouvernement et l'intensification de la politique de terreur, et exigeant une « Saint-Barthélémy rouge ».

## Bilan
Le nombre exact de victimes de la terreur rouge hongroise n'est pas connu : les estimations varient beaucoup, allant de quelques centaines à quelques milliers. Miklós Molnár penche plutôt pour quelques centaines de victimes, estimant cependant qu'elles furent suffisantes pour « provoquer l'insécurité et la haine ». Jozsef Kerekes, adjoint de Szamuely, fut accusé de cent cinquante assassinats : il avoua avoir fusillé cinq personnes, et en avoir pendu treize autres. L'historien communiste Pierre Broué écrit : « En fait, le nombre total des victimes de la « terreur rouge » est inférieur à celui des victimes de la répression, la plupart du temps jugée « modérée » , menée au sein de l'armée française par Pétain après les mutineries de 1917. » (ces dernières sont chiffrées à 49 condamnations exécutées). À l'opposé, l'écrivain conservateur Jérôme Tharaud et son frère Jean parlent d'un bain de sang commis en Hongrie, ayant causé plusieurs dizaines de milliers de victimes. Arthur Koestler estime que les victimes du régime ne furent pas plus de cinq cents, tandis que Stéphane Courtois et Jean-Louis Panné attribuent pour leur part « plusieurs centaines » de victimes aux « Gars de Lénine ».
La politique de terreur rouge prend fin avec le régime et la fuite du gouvernement de Béla Kun face à l'avance des troupes roumaines ; elle est suivie d'une terreur blanche au cours de laquelle les troupes hongroises contre-révolutionnaires s'en prennent aux partisans réels ou supposés du régime, ainsi qu'aux Juifs, assimilés aux communistes. Le nombre exact de victimes de la terreur blanche, qui dure plus longtemps que la terreur rouge, n'est pas connu non plus, mais il est souvent considéré comme supérieur à celui des victimes du régime communiste.

## Voir également
- Terreur blanche (Hongrie)
- Histoire de la Hongrie
- Histoire du communisme